# Club Deportivo Técnico Universitario
Il Club Deportivo Técnico Universitario è una squadra di calcio professionale di Ambato, in Ecuador. Milita in Serie A, la massima serie del campionato ecuadoriano di calcio.
Fu fondato il 26 marzo 1971.

## Rosa 2012-2013
| N. |                      | Ruolo | Calciatore                 |
| -- | -------------------- | ----- | -------------------------- |
| 1  | Ecuador (bandiera)   | P     | Francisco Mendoza Calderon |
| 3  | Ecuador (bandiera)   | D     | Nelson Solíz               |
| 4  | Ecuador (bandiera)   | D     | Jorge Jara                 |
| 5  | Ecuador (bandiera)   | D     | Luis Velasco               |
| 6  | Ecuador (bandiera)   | C     | César Estupiñan            |
| 7  | Ecuador (bandiera)   | C     | Víctor Valle               |
| 8  | Ecuador (bandiera)   | C     | William Cevallos           |
| 9  | Paraguay (bandiera)  | A     | Lauro Ramón Cazal          |
| 10 | Argentina (bandiera) | C     | Fernando Sanjurjo          |
| 11 | Ecuador (bandiera)   | A     | Juan Carlos Villacres      |
| 12 | Ecuador (bandiera)   | P     | Manuel Mendoza             |
| 13 | Ecuador (bandiera)   | A     | Wilfrido Vinces            |

| N. |                     | Ruolo | Calciatore        |
| -- | ------------------- | ----- | ----------------- |
| 15 | Colombia (bandiera) | A     | Bleyner Tovar     |
| 17 | Ecuador (bandiera)  | C     | Xavier Endara     |
| 18 | Ecuador (bandiera)  | D     | Pablo Obando      |
| 19 | Ecuador (bandiera)  | C     | Elvis Vásquez     |
| 21 | Uruguay (bandiera)  | C     | Francisco Usúcar  |
| 22 | Ecuador (bandiera)  | P     | Vinicio Cartagena |
| 23 | Ecuador (bandiera)  | A     | José Cartagena    |
| 24 | Ecuador (bandiera)  | D     | Darío Cedeño      |
| 25 | Ecuador (bandiera)  | D     | Aurelio Nazareno  |
| 26 | Ecuador (bandiera)  | A     | Ángel Galarza     |
| 50 | Ecuador (bandiera)  | D     | Luis Díaz         |
| 51 | Ecuador (bandiera)  | A     | José Lastra       |

## Palmarès

### Competizioni nazionali
- Serie B: 5

1977, 1981, 1999, 2002, 2017

### Altri piazzamenti
- Campionato ecuadoriano:

Secondo posto: 1978, 1980
Terzo posto: 1986
- Serie B:

Secondo posto: 1995